# Horváth István (mikrobiológus)
Horváth István (Káptalanfa, 1938. május 1. – 2018. május 6.) magyar mikrobiológus, egyetemi tanár, a Magyar Tudományos Akadémia biológia tudomány doktora. 40 éven át vezette az Országos Bőr- és Nemikórtani Intézet szerológiai osztályát.

## Élete
Pápán járt középiskolába, majd az Eötvös Loránd Tudományegyetemen szerzett biológusi diplomát, 1962-ben. Négy évig középiskolában tanított, mellette az ELTE a Származás- és Örökléstani Intézetében kutatómunkát végzett. Ösztöndíjas aspiránsként Király Kálmán vezetésével, az Országos Bőr- Nemikórtani Intézetben dolgozott. A Treponematózisokkal szembeni immunitásra vonatkozó vizsgálatok címmel védte meg kandidátusi disszertációját, 1973-ban. Egy évig meghívott kutatóként a CDC-ben (Amerikai Egyesült Államok) dolgozott, ahol a patogén treponemák in vitro tenyésztését kutatta. Később újabb amerikai meghivást kapott, de Magyarországon nem engedélyezték a kiutazását. Akadémiai doktori disszertációját Patogén treponemák izolálása, tenyésztése és diagnosztikája címmel 1986-ban védte meg. Elsők között foglalkozott Magyarországon a klamídiafertőzések laboratóriumi kimutatásával.
Haláláig az Interlab Orvosi-Kémiai és Diagnosztikai Laboratórium munkatársaként többek között a patogén treponemák in vivo tenyésztésének újraszervezésén dolgozott. Célja az ismét támadó szifilisz megbetegedések verifikációjának segítése és a nehézfémszennyezések megjelenésének gyors mikrobiológiai kimutatása volt. További tevékenységei az „atherosclerosis elleni immunizálás” humán kipróbálási engedélyeztetése, valamint a szájflóra ultramikroszkópos gyors vizsgálatok realizálása voltak.

## Oktatási tevékenység
A Semmelweis Egyetem egykori jogelődjén, a BOTE-n (Budapesti Orvostudományi Egyetem) és az egykori Haynal Imre Orvostovábbképző Intézetben vett részt a bőrgyógyász szakorvosképzésben és továbbképzésben.

## Tudományos szervezeti tagságai
- Európai Unió Immunológiai Szakértő Testülete
- Magyar Tudományos Akadémia Mikrobiológiai Bizottsága
- New York-i Tudományos Akadémia
- Magyar Dermatológiai Társaság
- Magyar Mikrobiológiai Társaság
- Magyar Immunológiai Társaság

## Publikációk
- Kb. 150 publikációit jelentetett meg angol, német, orosz, japán és magyar nyelvű tudományos szaklapokban.
- Mintegy tíz könyvfejezetet írt szakmai kézikönyvekben (pl. Labordiagnosztika).

## Kutatási témák, szabadalmak
- A Treponema leporis patogén mikroba felfedezése fűződik a nevéhez.
- A geotermikus energia mikrobiológiai hasznosítása szabadalma az anaerob mikrobák által termelt gázok energia termelésének lehetőségével foglalkozik.
- Antidecubitus ágy szabadalma a felfekvés megelőzésére és gyógyítására; a szabadalom az EUREKA szabadalmi világkiállításon ezüstérmet, a 2000. évi találmányi olimpián aranyérmet nyert.
- Művér előállításra vonatkozó találmánya, a baleseti sérülés, háborús sebesülés, a vérképzés és transzplantációs vérellátás problémájának megoldását biztosíthatja. A termék részletes vizsgálata folyamatban volt, laboratóriumi előállítása mellett az ipari termelés módszerét is kidolgozta.
- Atherosclerosis elleni immunizálásra benyújtott szabadalom immunológiai lehetőséget biztosít, az általa kidolgozott, a koleszterin tartalmú partikulákkal végzett immunizálásra kísérleti állatokon. A szabadalmaztatott eljárás humán kipróbálási engedélyeztetése előkészítés alatt volt.
- A pollenallergia problémakörben kenőcsöt dolgozott ki, amely az allergiásokat védi az allergénekkel szemben. Az OÉTI-engedélyes készítmény tömeges gyártása beindult.
- Magas flavonoid tartalmú borok alkoholmentesítése az egészséges élet segítése céljából készült.
- Őrangyal pezsgőpor alkoholizálás utáni másnaposság kellemetlen következményeinek enyhítésére.
- Salvador krém: az egymáshoz simuló bőrfelületek (lágyék, hónalj, mell alatt stb.) vörösödése, viszketése ellen, sikeres kísérletek után, folyamatban volt készítmény ipari termelésének megoldása.

## Sikeres kutatásai az érelmeszesedésről
2012-ben számolt be arról a Magyar Nemzet Online, hogy Horváth István kísérletei során rábukkant az addig ismeretlen „anti-koleszterin” antitestre. A kísérletek során úgy találta, hogy az antitestnek fontos szerepe lehet a koleszterin-anyagcserében. Rátapad a koleszterinre, s ha ez nem történik meg, akkor a rossz koleszterinnek nevezett LDL felhasználhatatlanná válik a szervezet számára – írja a Medical Online. Kutatásai alapján a „magas vérkoleszterinszintet” legfeljebb az érelmeszesedéssel együtt járó folyamatnak, de nem az érelmeszesedés okának tartja. Az érelmeszesedés oka szerinte, hogy a szervezet a saját maga által termelt koleszterint nem tudja felhasználni és ez azért következhet be, mert nincs elég anti-koleszterin antitest a vérben. Tehát nézete szerint minden olyan beavatkozás, ami elősegíti az anti-koleszterin antitestek termelődésének a fokozását, segíti az érelmeszesedés megelőzését, vagy visszafejlesztését.

Ilyen antitesttermelést fokozó oltóanyagot talált fel, amelyet először sertéseken próbált ki, de a vakcina nem okozott semmilyen problémát az állatoknak, így magán is kipróbálta. A Demokrata című újságnak adott interjújában elmondta: 

„Hála Istennek, a kedvező eredmény mellett, semmilyen mellékhatását, káros következményét nem tapasztaltam. Van már tehát emberi oltási tapasztalatom is, ami az állatkísérletekhez hasonló eredményű. A hivatalos humán kipróbálás engedélyeztetését bürokratikus és gazdasági szempontok is befolyásolják. A humán kipróbálás évekkel korábban is sok száz milliós költséggel járt volna. Azóta sem javult a helyzet. […] El kell végezni a vakcina hivatalos kipróbálását embereken, aztán gyártani kell, amilyen gyorsan csak lehet, hogy minden rászoruló számára elérhetővé tehessük.”

 Hazai klinikai kipróbálására azonban nem került sor. A pénzt pályázat útján, állami támogatással igyekezett megszerezni a biológus – számol be a MedicalOnline.
A Hír TV egészségügyi magazinja, a GyógyHír beszámolt róla és az MNO is megírta, hogy 2011 szeptemberében a rendőrség házkutatást tartott nála, elkobozták a kutatásával kapcsolatos dokumentációt és mintákat, majd a Magyar Nemzet kérdésére a BRFK elmondta, hogy „ismeretlen tettes ellen folyik eljárás kuruzslás gyanúja miatt, de a nyomozás érdekeire való tekintettel további információval nem szolgálhatnak.” Közben a Facebook közösségi oldalon szerveződött egy kb. kétezer fős közösség mellette.
2016. február elején több lap beszámolt arról, hogy a bíróság nem jogerősen elítélte Horváth Istvánt három másik „tettestársával” (két orvos és egy ápoló) együtt. A vádirat szerint a négyfős társaság engedélyek nélkül, illegális szerekkel kezelt érelmeszesedésben szenvedő betegeket. A bíróság megállapította, hogy az „antigén” ismeretlen hatású szer, amely kimeríti a gyógyszer fogalmát, ennek előállítása és a forgalomba hozatala is engedélyköteles, a biológusnak azonban nem volt erre vonatkozó hatósági engedélye. A szer emberi szervezetbe juttatása szintén hatósági engedélyhez kötött, de ezzel sem rendelkeztek a vádlottak. Az pedig, hogy a vádlottak a jelentkezőktől vért vettek, azt feldolgozták, a vérkomponenst lefagyasztva tárolták, majd visszajuttatták a páciens szervezetébe, autológ véradásnak minősül, amire szintúgy nem volt engedélyük, és nem tartották be a rendelet minőségbiztosításra vonatkozó szabályait sem.
A törvényszék kizárólag csak az engedélyeket és a törvényességet vizsgálta, azt nem, hogy a szérumban milyen hatóanyagok voltak, és ezek az emberi szervezetre káros vagy gyógyító hatást gyakoroltak – olvasható a bíróság közleményében. Az MNO szerint a mikrobiológus akár öt év börtönbüntetést is kaphat
A per ítélet nélkül, a tudós stroke-ban való halálával ért véget, másfél év múlva.